# Чилеково
Чилеково — посёлок при станции Чилеково Приволжской железной дороги в Котельниковском районе Волгоградской области, в составе Чилековского сельского поселения.

## История
Основан как посёлок при станции Чилеково железнодорожной ветки Царицын - Тихорецкая Владикавказской железной дороги, открытой в 1889 году. Станция Чилеково впервые обозначена на военно-дорожной карте 1888 года. 
В 1936 году - в составе Небыковского сельсовета Котельниковского района Сталинградской (Волгоградской) области. С 1960 года - в составе Выпасновского сельсовета. С 1965 года - в составе Чилековского сельсовета.

## География
Посёлок расположен к востоку от посёлка Равнинный.

## Население
| 2002 |
| ---- |
| 260  |

| 2010 |
| ---- |
| 348  |